# Mark Bosnich
Mark Bosnich (Fairfield, 1972. január 13. –) ausztrál labdarúgókapus. Széles körben őt tartják az egyik legjobb ausztrál kapusnak.  Számos eseményen képviselte hazáját és az angol Premier League-ben olyan csapatokban védett, mint az Aston Villa, a Manchester United vagy a Chelsea.

## Profi karrier

### Aston Villa
Sydney külvárosában született, horvát szülőktől. Rövid ideig a Sydney Croatia csapatában játszott. 16 évesen angliába költözött, ahol a Manchester United játékosa lett. Az ott töltött két idényében mindössze 3 mérkőzésen jutott szóhoz, ráadásul a munkavállási engedélyét sem kapta meg. Ekkor kis időre visszatért Sydney-be. A kevés lehetőség miatt kapóra jött Ron Atkinson megkeresése, aki az Aston Villához csábította. Rövid időn belül a látványos védéseinek köszönhetően elismert kapussá vált. 1994-ben a Tranmere Rovers elleni Ligakupa elődöntőn 3 próbálkozást hárított a tizenegyes-rúgások során. A Wembley Stadionban rendezett döntőt 3–1 nyerték meg volt csapata, a Manchester United ellen.
1996-ban megismételték győzelmüket, akkor a Leeds United FC-t győzték le 3–0 arányban.
A sikerek után a Premier League egyik legjobb kapusának kiáltották ki, ekkor lett az ausztrál válogatott első számú hálóőre.
1997-ben elnyerte Az év óceániai labdarúgója díjat.

### Manchester United
Minden mérkőzést számolva 227 pályára lépést követően elhagyta csapatát és visszatért a Manchester Unitedhez. Szerződése lejárt, így a Bosman-szabály értelmében ingyen távozott.
Az akkor Peter Schmeichel távozása miatt kapusposzton gondokkal küzdő manchesterieknél rögtön első számú kapus lett belőle.
Sérülései miatt csak kevés mérkőzésen tudott pályára lépni, de így bajnoki aranyérmesnek mondhatja magát, hiszen csapata meggyőző teljesítménnyel nyerte meg az 1999–2000-es idényt.
A következő idénybeli formahanyatlása miatt, már csak mint harmadik számú kapus számított rá Alex Ferguson. Lehetősége lett volna a Celtic FC-hez igazolni kölcsönben, de ő inkább azt választotta, hogy megpróbál megharcolni a helyéért a klubnál.
Miután megrendült benne edzője bizalma és a pályán kívül és belül is fegyelmi gondokkal küzdött két év után újra csapatot váltott.
A legjelentősebb kihágása az volt, mikor a jelentős zsidó kötődéssel rendelkező Tottenham Hotspur stadionjában náci karlendítéssel „köszöntötte” a nézőket.
Ezek után, 2001-ben igazolta le a Chelsea. Itt szintén kevés lehetőséget kapott, habár 30 000 fontos heti fizetéssel rendelkezett.
A nemzeti csapatban szintén háttérbe került, át kellett adnia a helyét Mark Schwarzernek.

## A válogatottban
Kevesebb mérkőzést játszott, mint amennyit a válogatott keretben eltöltött évek alapján gondolhatnánk.
Fontosabb mérkőzései az 1992-es olimpián és az 1998-as világbajnoki selejtezőkön voltak.
Egy alkalommal gólt is lőtt, a Salamon-szigetek válogatottja ellen tizenegyesből. A mérkőzést az ausztrál válogatott 13-0-ra nyerte meg.

## A pályafutása vége
Ebben az időszakban ráadásul felesége, Sarah Jarrett is elvált tőle, magával vive gyermeküket is.
Ráadásul 2002 szeptemberében drogot találtak szervezetében, emiatt 9 hónapra eltiltották a játéktól. Ez volt a leghosszabb büntetés, amit Angliában addig játékos kapott. A Chelsea ezt követően felbontotta vele a szerződést. Ez a felfüggesztés meghiúsította a már beharangozott átigazolását a Bolton Wanderershez.
2004 őszén elutasította a lehetőségét, hogy a másodosztályú Walsallhoz szerződjön.
2007 júliusában a QPR csapatánál edzett, hogy visszanyerje formáját. Szeptemberben egy zárt kapus barátságos meccsen ő védte a QPR kapuját a Barnet ellen. Csapata 2-0-ra nyert, így Bosnich, megóvta kapuját a góltól.

## Sikerei, díjai
- Angol bajnok: 1999
- Angol Liga Kupa győztes: 1994, 1996
- Az év óceániai labdarúgója: 1997
- Az évszázad óceániai kapusa